# Patrick Weihrauch
Patrick Weihrauch (ur. 3 marca 1994 w Gräfelfing) – niemiecki piłkarz występujący na pozycji pomocnika w niemieckim klubie Dynamo Drezno. W swojej karierze grał także w takich zespołach jak Bayernie Monachium II, Würzburger Kickers oraz Arminia Bielefeld. Były młodzieżowy reprezentant Niemiec. W 2011 roku wraz z kadrą do lat 17 zdobył młodzieżowe wicemistrzostwo Europy.

## Sukcesy

### Niemcy
- Wicemistrzostwo Europy: 2011